# Taddei

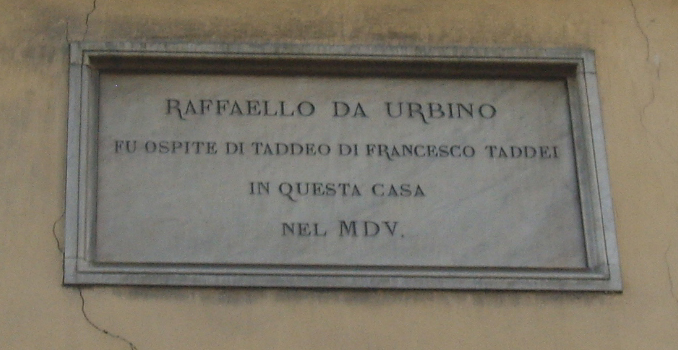
La targa che ricorda l'ospitalità dei Taddei a Raffaello da Urbino

La famiglia Taddei è un'antica famiglia patrizia di Firenze.
Se ne ha notizia fin dal 1380, con Filippo di Taddeo, Gonfaloniere di Compagnia.
Il cognome è attestato come di origine nobile in Toscana, e a La Spezia-Sarzana:

I Taddei furono mercanti di lana e banchieri, sostenitori dei Medici e soci in affari con essi. Fra il 1424 e il 1525 da questa famiglia uscirono venti priori e quattro Gonfalonieri di Giustizia. Carlo VIII nominò cavaliere Francesco di Antonio Taddei che, nel 1509, fu commissario di campo sotto Pisa.
I Taddei sono soprattutto famosi per aver ospitato Raffaello a Firenze, nel 1505. Il grande maestro di Urbino ebbe modo di sdebitarsi dipingendo per Taddeo Taddei la Madonna del prato del Kunsthistorisches Museum di Vienna e la Sacra Famiglia della National Gallery of Scotland di Edimburgo.
Via Taddea, a Firenze, ebbe questo nome in onore di questa antica famiglia, perché i Taddei possedettero molte case in via de' Ginori, vicino al canto e alla via del Bisogno, che divenne da allora via Taddea. 
Il più famoso dei Taddei fu Taddeo Taddei.